# チベット自治区

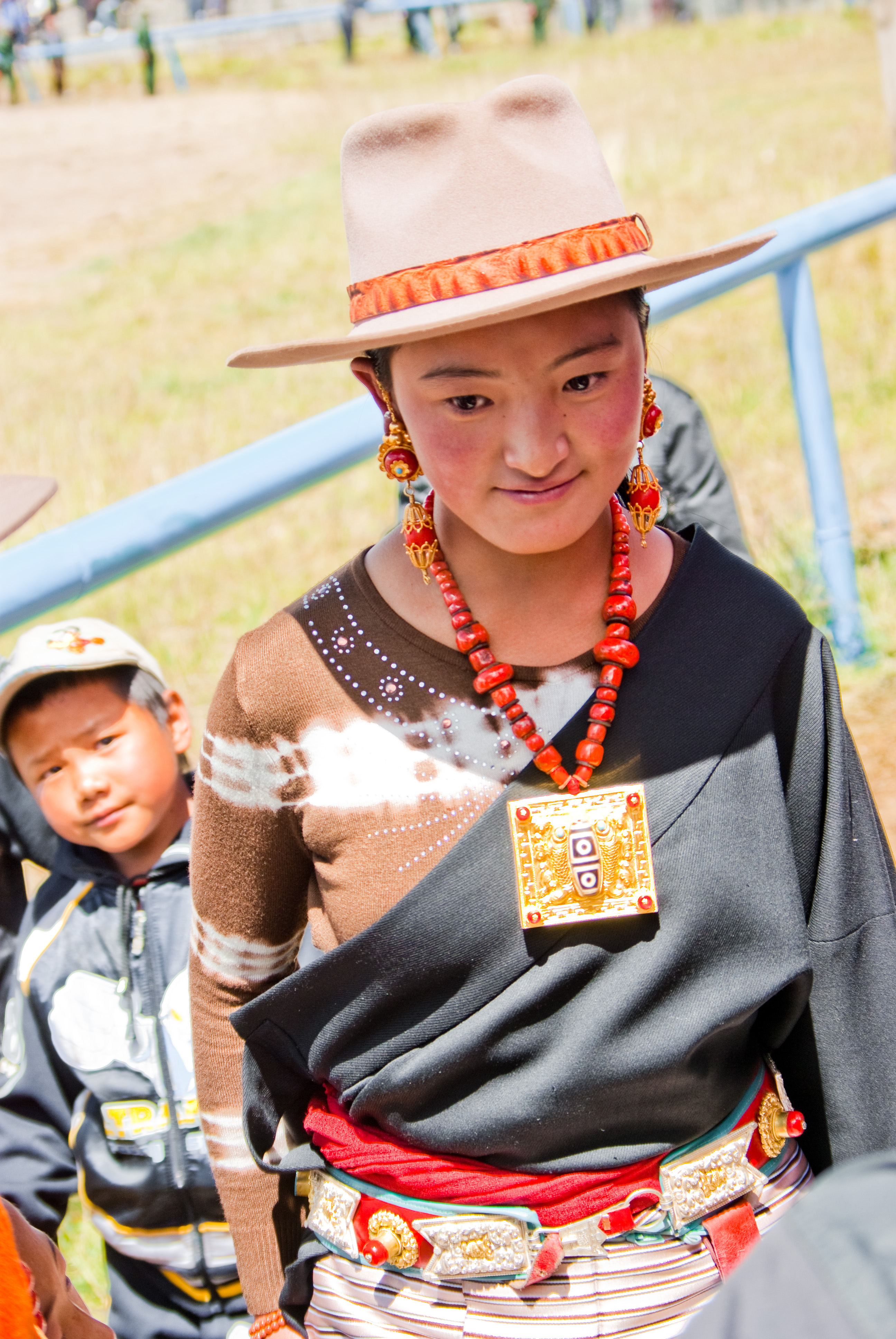
チベット族

チベット自治区（チベットじちく、チベット語: プー・ランキョン・ジョン, チベット文字：བོད་རང་སྐྱོང་ལྗོངས།; ワイリー方式：bod rang skyong ljongs）、あるいは西蔵自治区（せいぞうじちく）は、中華人民共和国（以下、「中国」）の西南部を占める区域自治区である。120万平方キロメートル余の面積に360万人が暮らしている。

## 概要
中国国内ではチベットの全体を「藏区」と称し、自治区が設置されている「西藏」はその西部・南部から中央部にかけてを占める。この領域を「アムド藏区」(青海全域および甘粛の一部)や「カムパ藏区」(四川の西半および雲南西北)と並ぶ「三大藏区」の一つと位置付ける用例がみられる。
この領域は、チベットの伝統的な地域区分にいう「ウー・ツァン」（ガリー・ウー・ツァン・コンポ・タクポ・三十九族・チャンタン）およびカム地方の西部などに相当し、中国政府はこの領域上にラサ市、山南市、シガツェ市、ナクチュ市、ガリ地区、ニンティ市、チャムド市などの市、地区を設置している。

## チベットと「西蔵」の領域
中国の公認された少数民族としてのチベット族（蔵族）の居住領域に設けられた民族自治区とされるが、チベット自治区の領域は歴史的・文化的なチベット地域のうちの、中国領に内包される部分の一部で、歴史的に西蔵と呼ばれてきた地方を占めるのみであり、中国語による名称は「西蔵自治区」という。
一方、日本語では戦前から英語の「Tibet」の訳語として「西蔵」と漢字表記し、「ちべっと/チベット」とルビをふる慣用が用いられており、「この地理的範囲は(中略)青海や喀木（カム）をも併せた広い意味での面積である。支那では青海省や西康省を除外した部分を西蔵と称している」と理解されていた。日本におけるチベット学研究者たちが1953年に組織した学会は、この慣用にもとづき「西蔵と漢字表記し、"チベット"とルビをふる呼称」を学会の名称に用いてきたが、2009年に「日本チベット学会」と表記を改めた。
中国政府および中国に所属するマスコミ、仏教団体、民間団体等が日本語でチベットの自治区について発信する際には「チベット自治区」という表記を用いることから、日本政府の関係資料や日本のマスコミの用法でも「チベット自治区」の呼称である事例が多く見られ、政治的単位としての「チベット」の呼称を、歴史的・文化的なチベットの全体ではなく、中国によって設定された行政区域であるチベット自治区（西蔵自治区）の領域の部分に対して用いる事例もしばしば見られる。中国政府のチベット政策に反対する亡命政府や彼らに資金・物資・人材の支援を行う機関は、「チベット」をチベット（西蔵）自治区の領域に限定する主張に対して異議を唱えている。

## 歴史

### 「西藏」の成立
中国内地に成立した政権、中国内地を征服し中国内地に本拠を置いた歴代の政権で、チベットの内部にまで直接の軍事的・行政的支配の手を延ばした政権としては、クビライ政権以降のモンゴル帝国と、雍正帝以降の清朝が存在する。「西藏」と称する中国の行政単位の直接の起源は、1723年、雍正帝によるグシ・ハン一族の征服とそのチベット支配体制の解体に遡る（詳しくはチベットを参照）。
雍正帝は、グシ・ハン一族がチベット各地に保有していた、各地の諸侯や直轄地に対する支配権を接収、グシ・ハン一族と麾下の青海モンゴルの各部族を青海（アムド）地方において30の「旗」に編成して理藩院の管轄下に置き、その属領を二分してタンラ山脈（唐古拉山脈）、ディチュ河（金沙江）を結ぶ線の南側をダライラマ領に加え、この線の北側には青海地方を設けたほか、残る部分を隣接する甘粛省・四川省・雲南省などの諸省に分配し、これらの土地のチベット人諸侯に各級の土司職の称号を与え、兵部を通じて支配下に置いた。
グシ・ハンによって1642年に寄進されたヤルンツァンポ河流域と、この分割により新たにダライラマ領に加えられた地域を併せた領域が「西藏」地方である。

### 「西康地方」の成立から廃止まで

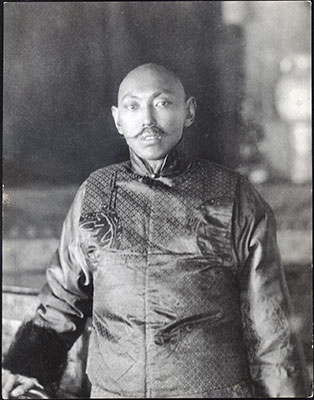
ダライ・ラマ13世

雍正帝によるチベットの行政区画は、基本的には20世紀初頭まで維持されたが、1903年から1904年、ヤングハズバンド率いる英領インド軍の侵攻に驚いた清朝は、ダライラマや諸侯による自治に委ねてきた旧制を廃し、チベットを、中国に施行していた制度によって直接掌握することを決意、1905年、趙爾豊ひきいる四川軍を西方に向かって進発させた。趙爾豊軍はチベット人たちの抵抗を粉砕し、チベットを東方から次第に軍事的に制圧しながら1909年ラサに到達、四川省の西部とダライラマ領の東部（すなわちカム地方）に「西康」、ダライラマ領に「西藏」という2つの「省」の設置に取り組もうとした。
しかし1910年に中国の共和化を目指す辛亥革命が勃発すると、趙爾豊は本務地の四川に帰還し、そこで共和派によって殺害された。チベットを占領していた清朝軍は動揺、インドに脱出していたダライ・ラマ13世は、1913年チベットに帰還し、チベットの独立を求めて清朝軍の残党に対する抵抗を指令、中国人の占領軍はディチュ河の線まで押し戻された。
チベット政府がチベット全域の領有を目指したのに対し、中国側では青海・甘粛で清代以来の旧状を保持したほか、中央チベットを「西藏」、趙爾豊が「西康省」を設けようとした地方を「川辺特別地区」と称し、チベット全体が中国領であると主張し続けた。南京国民政府は、1931年、実際にはチベット政府の統治下にあるカム地方西部を含め、カム地方全域を管轄地域とする「西康省」を発足させた。
中国共産党は、国民党との内戦に勝利し、チベットに対しても、1949年までにアムド（青海）地方、カム地方を制圧し、この年の10月に「中華人民共和国の建国」を宣言して「中国人民政府」を発足させた。そして1950年、「西藏和平解放」と称して人民解放軍を中央チベットに派兵、1951年にラサを占領し、チベット全土を制圧した。
中国人民政府は、旧国民政府が「西康省」に帰属させながら実際には実効支配を確立できなかったカム西部（昌都地区）については、中国政府に忠誠を誓うチベット人によって組織された「昌都解放委員会」の下、引き続き「西藏地方」に帰属させ、カム地方東部のみを範囲として「西康省藏族自治区」を発足させた。この時、チベット人の比率が低く、国民政府が「西康」地方に帰属させていた南昌地区は、雲南地方に移管された。この「自治区」は1955年に廃止され、カム地方東部は四川省に組み込まれ、中国によるチベットの行政区分は、雍正期以来の状況に回帰することとなった。

### チベット動乱と西藏自治区の成立

ダライ・ラマ14世

チベット政府が「西藏和平解放」によって締結を強要された「十七か条協定」は、チベットを「中華人民共和国祖国大家庭」に「復帰」するものと規定するものであったが、ダライラマを初めとするチベット政府の各級職員が引き続き「西藏」部分の統治を担い「改革は強要されない」という規定もあった。しかしながらこの協定の適用範囲はあくまでも「西藏」地方に限定され、その他のチベット各地では中国内地で何年もかけて徐々に展開された「民主改革」「社会主義改造」が、1950年代半ばから強行されることとなった。
「改革」が諸侯・俗人貴族の政治的地位や特権の廃止に留まっている間は、反発も少なく歓迎する民衆も少なく無かったが、対象が寺院や僧侶に向うと、チベット人の反発は大きくなり、1956年からアムド・カムの各地で中国支配に反発する蜂起が始まった。1959年に頂点を迎える「チベット動乱」の勃発である。
蜂起の当初は、中国の統治機構をアムド・カムのほとんどから一時的に一掃する勢いであったが、鎮圧の為に中国軍が組織されると、各地の蜂起軍は西藏地方へ逃れ、難民も発生した。蜂起軍は西藏に於いて、統一抗中組織「チュシ・ガンドゥク」を結成、中国政府に対する組織的なゲリラ活動に踏み出した。
争乱は1959年にラサに波及、ダライ・ラマ14世はインドへ亡命しチベット亡命政府を樹立した。中国政府は「チベット政府の廃止」を宣言、1966年に「西藏自治区籌備委員会」を廃止して西藏自治区が発足する。
以降、ダライ・ラマ14世のチベット亡命政府と中華人民共和国は、自治権・独立性・領域などについて、度々主張が衝突している。中国政府は、中国に批判的なチベット人を徹底して弾圧している。

## 地理

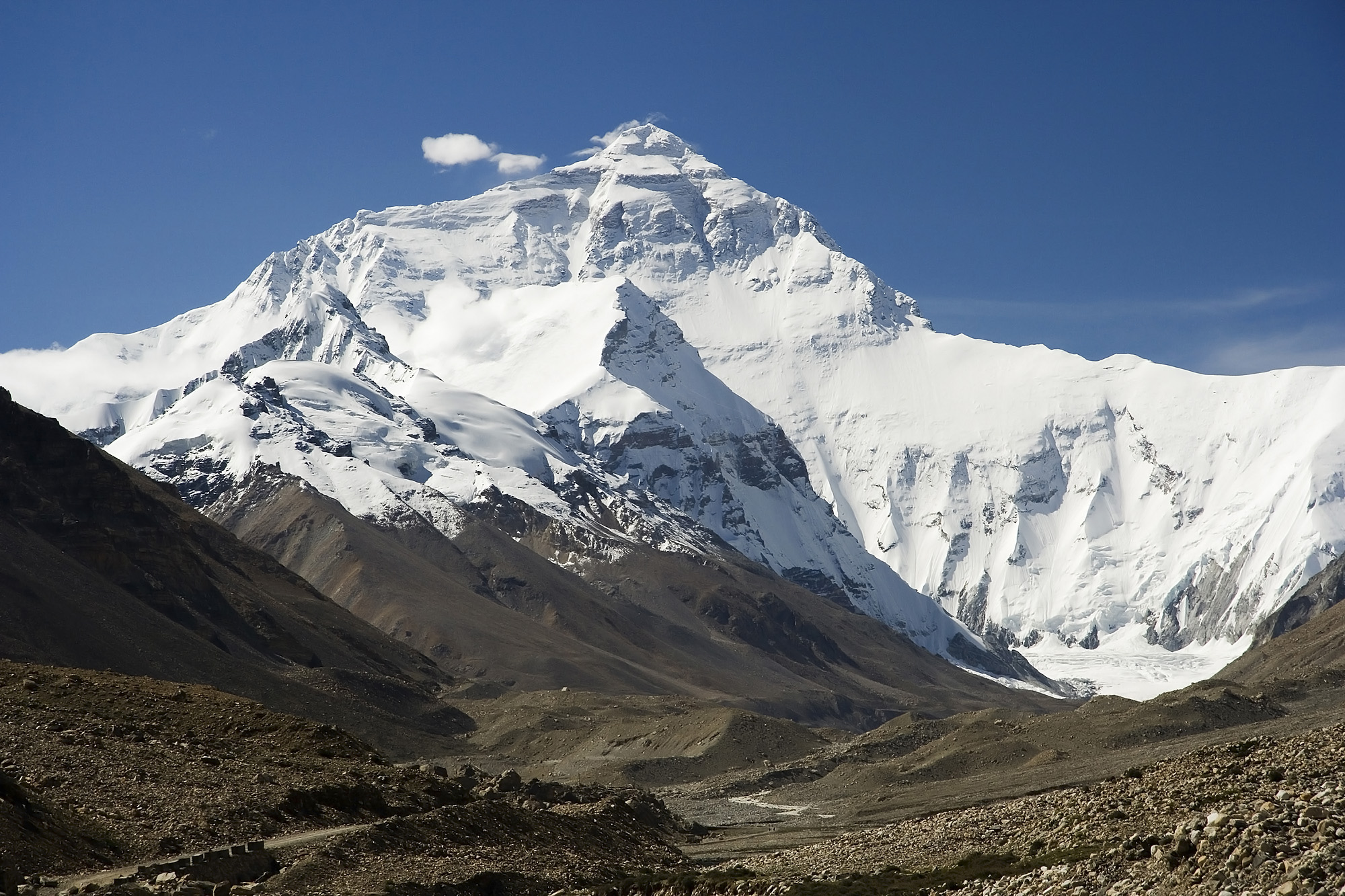
チョモランマ（エベレスト）

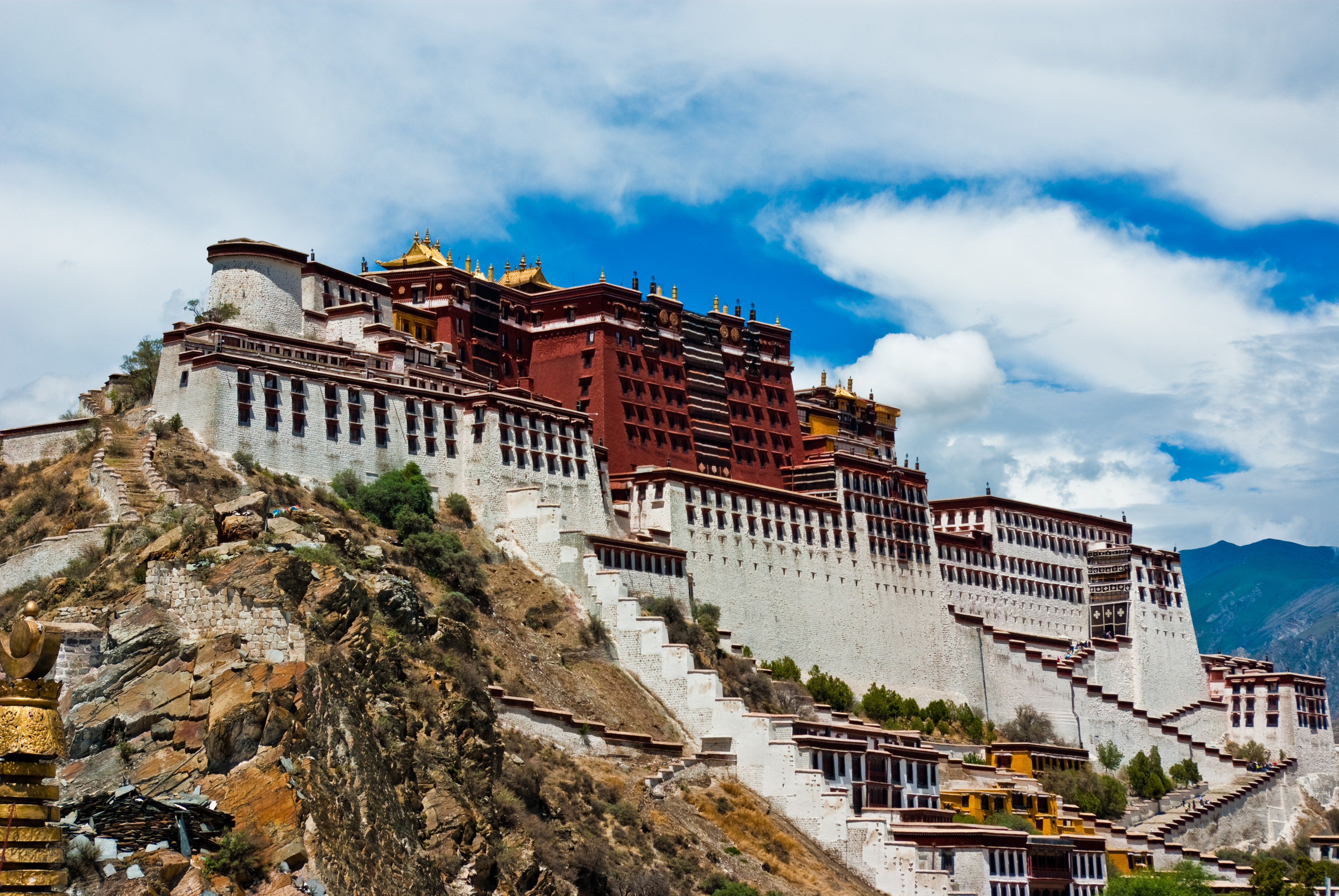
ポタラ宮

自治区は北西部で新疆ウイグル自治区、北東部で青海省、東は四川省、東南部で雲南省と接し、南はミャンマー・インドアッサム州・ブータン・ネパール・カシミール地区と国境を接する。
面積は1,228,000 km2 である。日本のおよそ4倍の広さ。
チベット高原（「青藏高原」とも）は海抜 4,000 メートル(m) 以上の大高原であり、「世界の屋根」と称される。高原南部のヒマラヤ山脈は急峻な山々が峰を連ね、ネパール国境にあるチョモランマ峰は海抜 8,848 メートル(m) に達する世界最高峰である。また、三大聖湖であるナムツォ（納木錯）、ヤムドク湖（羊卓雍措）、マーナサローヴァル湖（瑪旁雍措）を含む湖が沢山あり、特にチベット高原北部は地球上で最も湖が多い地方の1つである。
チベットの気候は標高の高さから冬が長く、夏も常に気温が低い。チベット高原北部では水源の乏しい地区には広大な無人の荒地が広がっている。また日照は十分にある。空気が希薄なため、外来者は高山病にかかりやすい。 高山病の対策は身体を徐々に慣らして行くことである（高度馴化）。

## 民族
2002年の人口267万人のうち、チベット族が93%を占め、漢族が6%でこれに次ぐ。残りは回族0.3%、メンパ族0.3%などわずかに過ぎない。

## 観光
首府ラサとシガツェ地区のシガツェ、ギャンツェは国務院により国家歴史文化名城に指定されている。ラサ市内のダライラマの冬宮であったポタラ宮は1994年にユネスコの世界遺産に登録され、チベットで最も神聖な寺院であるジョカン（大昭寺）も2000年には拡大登録、更にはダライラマの夏宮であったノルブリンガも2001年拡大登録された。
なお、外国人はチベット自治区に自由に立ち入りすることができず、査証とは別に「入域許可書」が必要である。乗車券や航空券を購入するにも、入域許可書が必要であり、当日改札口やチェックインカウンターで所持の有無を確認される。

## 行政区画
チベット自治区は6地級市及び1地区からなる。
| No.                      | 名称           | 中国語表記 | 拼音           | チベット語     | ワイリー方式 蔵文拼音                      | 面積 (Km2)   | 人口 (2020年) | 政府所在地       |
| ------------------------ | -------------- | ---------- | -------------- | -------------- | ------------------------------------------ | ------------ | ------------- | ---------------- |
| #                        | チベット自治区 | 西藏自治区 | Xīzàng Zìzhìqū | བོད་རང་སྐྱོང་ལྗོངས།  | bod rang skyong ljongs Poi Ranggyongjong   | 1,228,400.00 | 3,648,100     | ラサ市           |
| チベット自治区の行政区画 |                |            |                |                |                                            |              |               |                  |
|                          |                |            |                |                |                                            |              |               |                  |
| — 地級市 —               |                |            |                |                |                                            |              |               |                  |
| 2                        | ナクチュ市     | 那曲市     | Nàqū Shì       | ནག་ཆུ་གྲོང་ཁྱེར།    | nag chu grong khyer Nagqu Chongkyir        | 391,816.63   | 504,838       | セニ区           |
| 3                        | チャムド市     | 昌都市     | Chāngdū Shì    | ཆབ་མདོ་གྲོང་ཁྱེར།   | chab mdo grong khyer Qamdo Chongkyir       | 108,872.30   | 760,966       | カルプ区         |
| 4                        | シガツェ市     | 日喀则市   | Rìkāzé Shì     | གཞིས་ཀ་རྩེ་གྲོང་ཁྱེར། | gzhis ka rtse grong khyer Xigazê Chongkyir | 182,066.26   | 798,153       | サムドゥプツェ区 |
| 5                        | ラサ市         | 拉萨市     | Lāsà Shì       | ལྷ་ས་གྲོང་ཁྱེར།     | lha sa grong khyer Lhasa Chongkyir         | 29,538.90    | 867,891       | 城関区           |
| 6                        | 山南市         | 山南市     | Shānnán Shì    | ལྷོ་ཁ་གྲོང་ཁྱེར།     | lho kha grong khyer Lhoka Chongkyir        | 79,287.84    | 354,035       | ネドン区         |
| 7                        | ニンティ市     | 林芝市     | Línzhī Shì     | ཉིང་ཁྲི་གྲོང་ཁྱེར།    | nying khri grong khyer Nyingchi Chongkyir  | 113,964.79   | 238,936       | 巴宜区           |
| — 地区 —                 |                |            |                |                |                                            |              |               |                  |
| 1                        | ガリ地区       | 阿里地区   | Ālǐ Dìqū       | མངའ་རིས་ས་ཁུལ།   | mnga' ris sa khul Ngari Sakü               | 296,822.62   | 123,281       | ガル県           |

## 経済

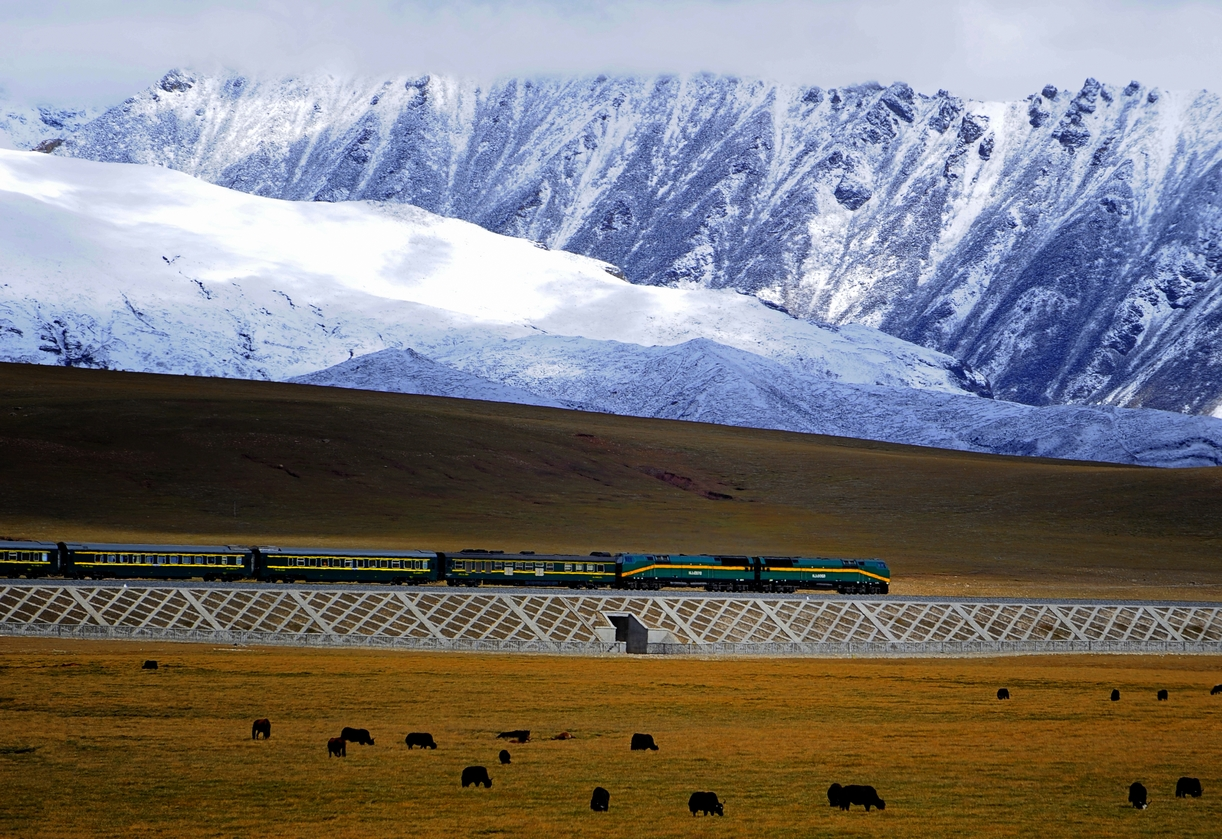
青蔵鉄道

2002年の全区生産総額は161億人民元で、全国32省区市のうち32番目であった。ただ、一人当たり生産額は 6,046 元で、全国22番目である。チベット族の 80% は農牧に従事しており、貧困地域が多いが、開放政策によりラサやシガツェ、ギャンツェなどに観光客が入るようになり、観光業の伸びが著しい。また、自治区内の農民や遊牧民はあらゆる税が免除される。さらに2000年からチベット自治区でも国務院の西部大開発政策が実施され、青蔵鉄道や道路の建設などが加速している。2004年の全区輸出額は対前年比 6.9% の 13,008 万米ドル、輸入は対前年比 136% 増の 9,345 万米ドルであった。また個人が辺境で行う零細な貿易も対前年比 31% 増の2億人民元に達したと報告されている。
ただ、中国全省の政府工作報告は2005年1月に行われた「2005年政府工作報告」までインターネットで閲覧できるのに、チベット自治区の政府工作報告は2003年までしか公表されておらず、極めて異例な事態となっている。
天然資源が豊富であり、チベット高原の豊富な水量を利用してチベット中部の電力緩和のためにチベット初の大型水力発電所である蔵木水力発電所が建設された際は下流のインドで議論を呼んだ。また、チベット高原のザブイェ塩湖では世界3位の埋蔵量とされるリチウムの採掘が行われている。
CNNのが2016年の9月にチベットで行った取材記事によれば、人口の10%に満たない漢民族が経済を支配し、高給な仕事を独占しており、これがチベット人の怒りを買っているとされている。中国政府は道路や鉄道といったインフラを中心に多額の投資を行ってきており、多くのチベット族はこうした改善を歓迎しているものの、チベット族は漢族ほど成長の恩恵に浴していないとの不満の声も上がっている。全く同じ仕事をしている場合でも、チベット族の給料は漢族の3分の2だという。また経済成長と共に現地の伝統文化が失われる事に対しても非難の声があがっている。
一方で、同じCNNの取材の中でチベット自治区のペンパ・タシ副主席は、チベットの誰もが幸せで満足していると話した。また取材を受けた男性も、漢族の同僚に比べると少ないものの、併合前と比べて併合後の方が収入は増えたと回答している。

## 軍事
自治区全域が西部戦区（趙宗岐司令員）の管轄下にあり、下級のチベット軍区には 第52山地旅団、第53山地旅団の存在が確認されている。また公安部（警察）に所属する武装警察部隊数十万が駐屯するとも言われる。

## 教育

### 大学

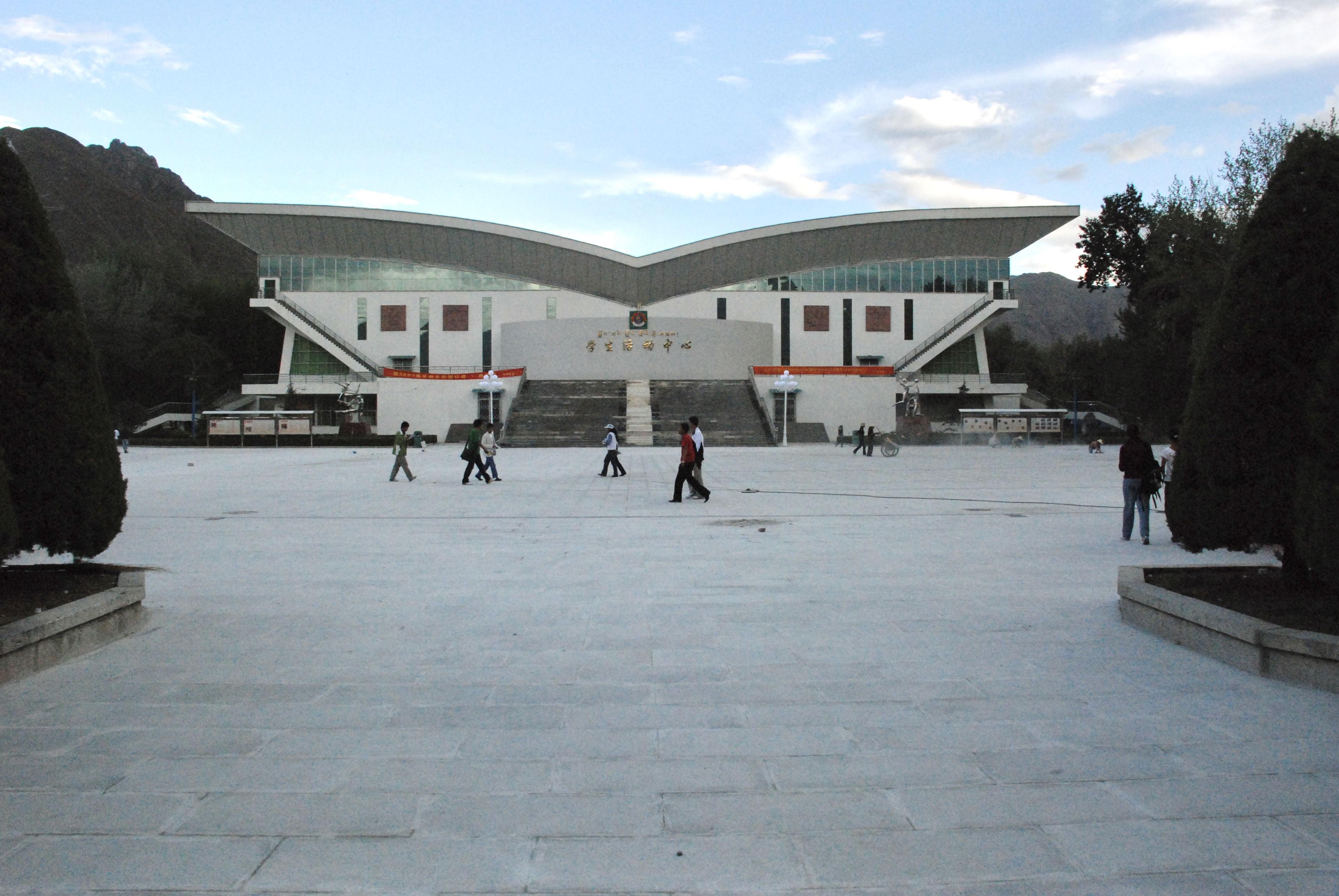
チベット大学

- チベット大学

### 少数民族に対する言語強要政策
世界では国際人権規約にて少数民族が独自の言語を使う権利は「少数民族の文化や宗教、言語を「否定されない権利」」と明記して保障されているが、習近平政権は少数民族による分離・独立運動への警戒から統制と、標準語版教科書の使用による標準語教育を強めている。それにより中華民族としての意識を高め、中国共産党の一党支配をさらに強固にしようとしているとされる。

## 交通

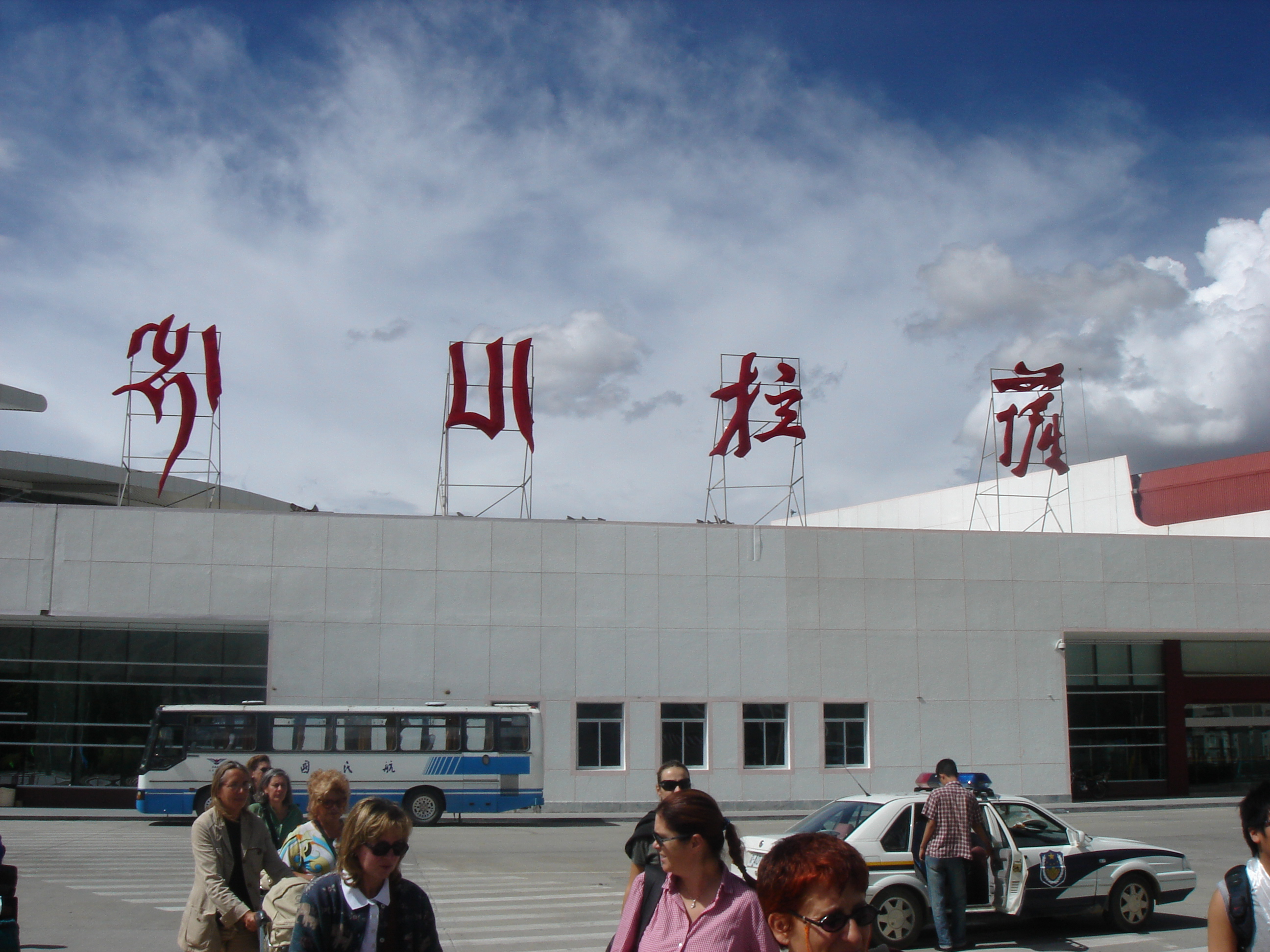
ラサ・クンガ空港

### 航空
- ラサ・クンガ空港
- ニンティ空港
- チャムド・バンダ空港
- ガリ空港
- シガツェ平和空港（中国語版）

### 鉄道
- 青蔵鉄道 - 2006年7月1日開通
- ラサ・シガツェ鉄道
- ラサ・ニンティ鉄道

### 道路
- 高速道路
  -  京蔵高速道路
  -  雅葉高速道路（中国語版）
  -  曲乃高速道路（中国語版）
- 国道 [15]
  - G109国道 - 北京市を始点にして、青海省西寧・ゴルムド経由で、チベット自治区へ北から入り、ナクチュ市セニ区を経て、ラサまで。青蔵鉄道はこの国道に沿って建設されている。
  - G214国道
  - G219国道 - G318国道上のラツェ（拉孜県）から西へ向かい、カイラス山を経て、ルトク（日土県）などを通過した後、新疆ウイグル自治区に入り、G315国道（青新航路）上のカルギリク（葉城県）に至る。
  - G317国道 - 四川省成都を始点にして、チベット自治区へ東から入り、G318国道の北側を西へ向かい、ナクチュまで。
  - G318国道 - 上海市を始点にして、成都を経由して、チベット自治区へ東から入り、西へ向かい、ラサ市・シガツェ市・ラツェを経て南に向かい、ニャラム（聶拉木県）でネパールの国境まで。その先はカトマンズに向かう。

## 歴代指導者（2000年以降）

### 歴代チベット自治区党委書記
- 陳奎元（中国語版）（1992年11月—2000年9月）
- 郭金龍（2000年9月—2004年12月）
- 楊伝堂（2004年12月—2005年11月）
- 張慶黎（中国語版）（2005年11月—2006年5月、代理書記）
- 張慶黎（中国語版）（2006年5月—2011年8月）
- 陳全国（2011年8月—2016年8月）
- 呉英傑（2016年8月—2021年10月）
- 王俊正（英語版） (2021年10月-)

### 歴代チベット自治区主席（2000年以降）
- レーチョク（1998年5月—2003年5月）：チベット族
- チャンパ・プンツォー（2003年5月—2010年1月）：チベット族
- ペマ・ティンレー（2010年1月—2013年1月）：チベット族
- ロサン・ギェンツェン（2013年1月—2017年1月）：チベット族
- シザラ（2017年1月-2021年10月）：チベット族
- 厳金海（2021年10月-2024年11月）：チベット族
- カルマ・ツェプテン（2024年11月-）：チベット族